# ألفريدو حرب حلو
ألفريدو حرب حلو (بالإسبانية: Alfredo Harp Helú) (1944 -) هو رجل أعمال مكسيكي من أصل لبناني. بلغت ثروته الصافية 1.5 مليار دولار منذ عام 2011، ووفقًا لمجلة فوربس فإنه من ضمن أغنى 974 شخصًا في العالم. وهو أيضًا ابن عم كارلوس سليم حلو الذي كان في عام 2013 ثاني أغنى شخص في العالم وفقًا لتصنيف فوربس.
في عام 2018 احتل ألفريدو حرب حلو المرتبة رقم 1867 على قائمة المليارديرات في فوربس، حيث بلغت ثروته 1.2 مليار دولار أمريكي.

## حياته
وُلد ألفريدو في مدينة مكسيكو، واشتهر بأنه المالك السابق لأكبر بنك في أمريكا اللاتينية والمكسيك "باناميكس (بالإنجليزية: Banamex)" وأصبح الآن جزءًا من سيتي جروب التي أشترته عام 2001، وهو أيضًا مالك لشركة الاتصالات "أفانتيل (بالإنجليزية: Avantel)"، وهي ثاني أكبر شركة للهواتف الجوالة في المكسيك (وأصبحت الآن جزءًا من "أكستيل (بالإنجليزية: Axtel)").
وفي 23 مارس 2019 افتتح نادي ديابلوس روخوس ديل مكسيكو ملعبهم الجديد للبيسبول المعروف باسم «ملعب ألفريدو حرب حلو للبيسبول» في مكسيكو سيتي.
ألفريدو متزوج ولديه عدة أطفال، يعيش هو وأسرته مع زوجته الثانية بين مدينتي مكسيكو سيتي وأوكساكا سيتي.
يهوى ألفريدو رياضة كرة القاعدة (البيسبول)، ويمتلك فريقين احترافيين للبيسبول في المكسيك هما فريق «ديابلوس روخوس» في مكسيكو سيتي، وفريق «جويريروس» في أواكساكا سيتي. وفي عام 2012 أصبح من ملاك نادي كرة القاعدة الأمريكي سان دييغو بادريس الذي يلعب في دوري كرة القاعدة الرئيسي.

### اختطافه
في عام 1994 اختطفت عصابة مكسيكية ألفريدو، وطلبت فدية، ودفعت عائلته نحو 30 مليون دولار بعد احتجازه لمدة 106 أيام من قبل مختطفيه في مكسيكو سيتي، وجاء الإفراج عقب ظهور تلفزيوني مثير قبل فيه ابنه برفقة محامٍ وكاهن شروط الخاطفين دون قيد أو شرط. وبناءً على طلب الأسرة لم تتدخل الشرطة، مما أثار مخاوف من أن الفدية الضخمة ستشجع المزيد من عمليات الاختطاف، وتزيد من المخاوف بشأن استقرار الأمن في المكسيك. في عام 1996 ادعت السلطات أنها استعادت ما يقرب من 10 ملايين دولار من الفدية القيثارة.
وفي عام 2008 حضر ألفريدو جنازة «فرناندو مارتي» ابن مؤسس سلسلة متاجر سلع رياضية، الذي تم اختطافه وقتله بالرغم من دفع أسرته الفدية. ونشر ألفريدو إعلان على صفحة كاملة في الصحف الميكسيكية يدعو فيه الحكومة إلى وضع حد لظاهرة الاختطاف المتصاعدة في المكسيك.

### منظماته الخيرية
يقوم ألفريدة بتمويل عدة مؤسسات خيرية في الميكسيك:
- مؤسسة «ألفريدو حرب حلو».
- مؤسسة «ألفريدو حرب حلو أواكساكا»، وهي تساهم في تمويل مشاريع التعليم والصحة والثقافة في ولاية أواكساكا.[4]

## مزيد من القراءة
- The New York Times - Family of Kidnapped Mexican Financier Agrees to Ransom (يونيو 1994)
- Time - No Help for Mexico's Kidnapping Surge (أغسطس 2008)
- BBC - Mexican fury grows at kidnappings (أغسطس 2008)

## وصلات خارجية
- الجدول الزمني منذ 1994
- صفحة ألفريدو حرب حلو الشخصية.
- مؤسسة ألفريدو حرب حلو.
- مؤسسة ألفريدو حرب حلو أواكساكا.